# 쇼나어 위키백과

쇼나어 위키백과는 쇼나어로 운영되는 위키백과 언어판이다. 2004년 3월 29일에 시작되었다. 기호는 sn이다.